# 美妙宠物 光之美少女
《美妙寵物 光之美少女》（簡稱「汪汪光美」）是由東堂泉製作的魔法少女動畫，為「光之美少女系列」第二十一作，第十九代光之美少女，2024年2月4日在全日本新聞網的電視台播放。台灣由東森幼幼台在2024年4月21日首播。香港於2024年5月11日起由ViuTV播出，為第四部於該電視台播放的光之美少女系列作品。由佐藤雅教擔任導演、成田良美擔任編劇、內田陽子擔任角色設計、NaSka擔任服裝設計。本作的主題是羈絆，並圍繞著寵物以及動物展開。

## 概要
- 本作為令和時代的第五部「光之美少女」系列作品。
- 本作是第6部由成田良美負責劇本統籌的光之美少女系列作品。
- 由於犬飼麥不能理解片假名，因此與其他同系列的作品不同，標題中「光之美少女」的部分首次採用平假名書寫[18][19]。
- 本作整體的主題為「動物」，而次要的主題為「與動物的羈絆」以及「動物和人都可以成為朋友！」，關鍵詞是「大家做個好朋友，Wonderful」[14][20][21]。
- 本作主角——犬飼麥（美好天使）是「光之美少女」系列中第一個由完全是非人類轉變而成的光之美少女[20]。
- 本作部分配音員亦曾在前作光之美少女聲演過其他角色，詳情如下：

| 配音員     | 本作聲演角色      | 前作         | 前作聲演角色     | 備註   |
| ---------- | ----------------- | ------------ | ---------------- | ------ |
| 種崎敦美   | 犬飼彩葉          | All Stars F  | 普卡             | [ 22 ] |
| 松田颯水   | 貓屋敷雪          | 開闊天空     |                  | [ 23 ] |
| 白熊寬嗣   | 犬飼剛            | 熱情閃耀     | 瓊吉雷           |        |
| 中村悠一   | 大福              | 魔法使       | 古斯             |        |
| 植田佳奈   | 尼可              | Go! Princess | 古屋理子         |        |
| 立花慎之介 | 咩咩              | Go! Princess | 彼方王子         |        |
| 中原麻衣   | 石榴              | 熱情閃耀     | 昂妮忒           | [ 24 ] |
| 高橋伸也   | 加魯加魯 嘎嗷嘎嗷 | Star☆Twinkle | 塔茨             |        |
| 高橋伸也   | 加魯加魯 嘎嗷嘎嗷 | 開闊天空     | 遊覽鳥           |        |
| 飛田展男   | 栗原              |              | 自私組織幹部利維 |        |

- 本作與同個電視台播出的電視動畫《蠟筆小新》進行合作，麥和彩葉於2024年5月18日播放的《蠟筆小新》第1233集中客串，而小新和小白則於隔天（2024年5月19日）於本作客串[25][26][27][28]。
- 為了紀念「光之美少女」系列第1000集播出[29]，官方決定與偶像團隊合作，在2024年5月27日至6月1日期間於光之美少女的YouTube頻道上發佈偶像團隊舞蹈影片[30]。
- 由於11月3日休播一次，所以第40集於11月10日播出[31]。
- 麥和彩葉的變身咒語為「美好變身魔法盒！光之美少女！My Evolution！Three Two One（汪）！」。
- 雪的變身咒語為「閃耀貓咪變身盒！光之美少女！My Evolution！臉頰閃閃發光！嘴唇可愛迷人！」。
- 真結的變身咒語為「閃耀貓咪變身盒！光之美少女！My Evolution！眼睛炯炯有神！嘴唇可愛迷人！」。
- 麥和彩葉的團體口號為「預備！美妙寵物光之美少女」，而雪和真結的團體口號為「光之美少女」；四人合併後的團體口號為「大家一起說！預備！美喵寵物光之美少女」。

## 故事簡介
在微笑庭園被攻擊，所有動物都變成加魯加魯的蛋後，住在動物與人類和諧相處的「動物小鎮」中的普通國中生犬飼彩葉與她的寵物狗「麥」散步時，一個神祕生物——「加魯加魯」攻擊了她們。為了保護彩葉，麥化身成人型，並且變身成「光之美少女」。察覺到加魯加魯的恐懼，麥使用擁抱淨化牠們，使牠變回去原本的模樣。那個被麥所救的微笑動物——「咩咩」，向麥和彩葉她們解釋微笑庭園的現象以及她們要使用擁抱淨化牠們、讓牠變回去原本的模樣。為了救微笑庭園和加魯加魯，麥、彩葉、雪以及真結決定一起淨化牠們。

## 登場人物

### 光之美少女
本作的「光之美少女」皆為「動物小鎮」的居民，其中麥是一隻狗、雪是一隻貓、而彩葉和真結則是人類，所有人皆是私立灣岸第二中學2年1班的學生。
犬飼麥／美好天使
配音：長繩麻理亞（日本）；林沛笭（台灣）
形象顏色：  粉色
本作主角，犬飼家所飼養的蝴蝶犬。生日為5月13日，金牛座，寵物狗日。私立灣岸第二中學2年1班。台灣中文全名為，暱稱為，而香港中文全名則為。
擁有優秀的運動神經，嗅覺敏銳，喜歡散步且好奇心旺盛，個性直率、單純。還是個貪吃鬼，尤其喜歡吃狗狗曲奇。非常喜歡彩葉，一直想和彩葉說話，變成人型後非常興奮。口頭禪是模仿彩葉說：「Wonderful！」（台灣東森幼幼台字幕以及官方網站的譯名為「美妙！」）。喜歡粉色，討厭學習。
兩年前，牠曾是栗原所飼養的寵物狗，名為「瑪蘿」，本來十分地體弱多病、膽小怕生，一直躲在栗原背後。直到後來，那時還在讀小學的彩葉找到了受傷的麥，隨後照顧牠。儘管一開始對彩葉充滿敵意，但隨著彩葉對牠的照顧，牠變得越來越喜歡彩葉，並成為犬飼家的一分子。儘管牠已經忘了牠之前的主人，但記憶深處卻仍然有著栗原撫摸牠的事情，與栗原重逢後便讓牠想起這段記憶。
在彩葉準備出門上學時一度咬住她不放，甚至在彩葉初次變身成光之美少女後感到十分興奮。
雖然曾遭到嘎嗷強制變成嘎嗷嘎嗷，但後自行脫困。
犬形態
麥的原始形態，棕色體色，戴著有蝴蝶裝飾的絲帶，在後腦勺有着心形圖案，有着紅棕色的眼睛。具有敏銳嗅覺以及耳朵，因此可以聽到人聽不到的聲音和頻率，但不擅長應對超音波，會因耳鳴而暈倒。
初登場時不會說人類語言，只會「汪」地叫，直至她變成光之美少女後才獲得人類語言能力，而之後更進一步顯示她能在小狗形態時說人類語言，並且她的蝴蝶狀吊墜變成圓形伴心形的吊墜。
人類形態
因想保護彩葉免受攻擊而誕生的形態，外表年齡與彩葉相仿，棕色頭髮上繫著粉色絲帶，有着紅棕色的眼睛。
身體構造與人相似，能吃一般對狗有害的食物，也能聞對狗有害的氣體，且保留著狗特有特徵。
光之美少女形態
有着混合奶油色的粉色頭髮，頭上帶著有絲帶的皇冠。紫色眼睛、淺藍色高光、黃色瞳孔。本就很高的運動能力得到增強。
於前作《開闊天空！光之美少女》第50集的片尾交接畫面以變身形態先行登場。
變身口號：「我愛這個美好世界裡的大家！美好天使！一起來玩吧♪」
犬飼彩葉／友愛天使
配音：種崎敦美（日本）；陳貞伃（台灣）
形象顏色：  紫色
麥的飼主，喜歡動物、也喜歡和動物玩，是擅長運動的國中二年級生。私立灣岸第二中學2年1班。有很多朋友，也深受動物們的喜愛，目標為「與全世界的動物交朋友」。生日為8月7日，獅子座，夥伴日。
本作中唯一非轉學生的光之美少女。家裏經營着一間名為「友愛動物醫院&寵物美容院」的店舖，口頭禪是「Wonderful！」（台灣東森幼幼台字幕以及官方網站的譯名為「美妙！」）。喜歡葡萄冰淇淋。
很喜歡幫助別人且性格誠實，不擅長說謊。每天早上與自己的寵物麥一起散步。儘管學業成績不是很好，但具備豐富的動物知識。不擅長烹飪，曾煮出焦黑和有難聞氣味的飯糰。
在遇到困難的時候，總是和麥一起傷腦筋。一直沒發現悟對她有好感，直至第36集悟向她告白並結為情侶。
由於擔心成為美好天使正在戰鬥的麥，想幫助她，而變身為友愛天使。
變身口號：「用大家的笑容照亮這個世界！友愛天使！讓我聽聽你的聲音！」
貓屋敷雪／喵喵天使
配音：松田颯水（日本）；連婉鈞（台灣）
形象顏色：  藍色
突然出現的神秘光之美少女，其真實身份是真結飼養的白貓，也是彩妝＆雜貨店「PrettyHolic」的招牌貓，後來當著真結等人的面正式曝光。私立灣岸第二中學2年1班。名字的由來是因為真結和雪的初次相遇是在下雪天。生日為12月21日，鱈寶日。中文暱稱為「小雪」。
十分喜歡午睡。個性高傲、我行我素，不做自己不想做的事，不在意別人的看法，始終堅持做自己，從而導致她有著強烈的自我主義，不可一世到認為自己什麼都絕對正確。比任何人都還要關心真結，最喜歡真結為她製作的項圈。喜歡吃鮭魚，擅長學習，害怕蛇。
儘管不喜歡黏人也拒絕他人關心，但也有害怕寂寞和愛撒嬌的一面。
對外界事物完全沒有興趣，只有在真結想做的情況下才勉強一起去做。
貓形態
雪的原始形態，白色體色，戴著有蝴蝶裝飾的絲帶，在後腦勺有着心形圖案，有着藍色的眼睛。脖子戴著真結所製作的帶有雪花形狀飾物的藍色絲帶項圈，後來戴著帶有心形掛件的藍色絲帶。
人類型態
因想保護真結免受攻擊而誕生的形態，金色頭髮、頭上帶着雪花圖案的少女，藍色絲帶的髮飾固定在合適的位置。有着藍色的眼睛，外表年齡與身高和真結差不多。
莉莉安天使變身前，經常用着「妳不能再繼續牽扯進來」地警告着真結遠離光之美少女之類的事。
光之美少女形態
有着銀色長髮、藍色眼睛、淺藍色高光、以及黃色瞳孔。頭上帶著有貓耳朵形狀，粉紅色絲帶的皇冠。在變身的時候，塗上粉色唇膏。
最初於第11集結尾以光之美少女形態登場，期間身份神秘，經常用空拳頭和抓痕來攻擊，並視加魯加魯為敵人，只能透過一點蛛絲馬跡來得知詳情。直到真結遇到危險後才變成為人類，揭曉了她是身份神秘且一直保護真結的喵喵天使。身份曝光後，在和真結的對話中得知她是因為遇見了加魯加魯的時候，鏡石突然發光便隨後發現自己突然變成人類。
變身口號：「高貴、可愛、閃耀的世界！喵喵天使！就讓我來照顧你吧！」
貓屋敷真結／莉莉安天使
配音：上田麗奈（日本）；穆宣名（台灣）
形象顏色：  綠色
剛搬來動物小鎮的少女。彩妝＆雜貨店「PrettyHolic」的獨生女，私立灣岸第二中學2年1班。搬家前就讀小泉學園。經常且喜歡感性看待各種事物。生日為11月5日，結緣日。喜歡淺綠色，也喜歡吃餅乾。
恐高、個性內向，一直想交朋友卻無法鼓起勇氣，往往都會躲起來。喜歡化妝，也喜歡可愛與時髦的東西，手很靈巧，店裡的一部分商品由她獨自設計，對於有人喜歡她的商品會感到十分高興。
寵愛飼養的貓雪，聊到有關雪的話題，與其性格會變得完全相反，變得非常健談。而在驚慌失措的時候，也會抱着雪且聞牠。但因有時因為她的行為，而被雪抓傷，但她卻不怎麼介意，對雪是發自內心的喜愛且與雪無話不談。
與雪的第一次相遇是在和父親一起工作的時候，在那以後，她經常會看看並照顧牠。當要離開村子的時候，她最後決定把雪帶走。
因寵物貓雪生病而在彩葉家裡過夜，而在翌日早上因加魯加魯在街上搗亂而偷偷跟隨麥和彩葉，並得知後者是光之美少女。
為了保護縮小了的雪，導致鏡石發光，變身為莉莉安天使。
變身口號：「連結、編織、交錯而成的世界！莉莉安天使！別怕、別怕。」

### 光之美少女們的協力者
兔山悟
配音：寺島拓篤（日本）；楊士賢（台灣）
彩葉的同班同學，私立灣岸第二中學2年1班，生日為9月7日，處女座，瀕危物種日。也是生物社的成員，帶著紅色眼鏡。喜歡橙色、牛肉燉菜、閱讀動物圖鑑。擅長學習，不擅長運動，性格溫柔、善良、穩重。有養一隻叫做大福的垂耳兔。覺得在遊戲中創建自己的角色很困難。
曾向彩葉表示他的目標為「了解全世界的動物」（指包括倖存下來和被認為滅絕的動物）。
知道麥與彩葉成為光之美少女的事情，運用豐富的動物知識來支援她們。
暗戀彩葉，但彩葉卻渾然不知，直至第36集才正式向彩葉告白並結為情侶。
和大福是「摯友」的關係。覺得能和大福聊天真是太好了。
有變身成光之美少女的戰鬥型態，前次是劇場版，後次是第49集。
大福／兔山大福
配音：中村悠一（日本）
悟所飼養的雄性垂耳兔。性格勇敢、可靠，照自己的節奏，通常臉無表情。會通過肢體語言讓悟理解自己的意思。
生日為3月27日，牡羊座，祈禱日。喜歡黃色、高麗菜、散步。不喜歡洗澡。最在意如何才能實現悟的願望。
兔形態
大福的原始形態，體色灰白相間。
人類形態
有變身成光之美少女的戰鬥型態。前次是劇場版，原因不明，後次是第49集，因為想讓悟實現願望，而導致鏡石發光的影響下，再度變身成人類型態。

### 微笑庭園

#### 高層
尼可
配音：植田佳奈（日本）
微笑庭園的創造者，也是咩咩所侍奉的主人。初登場時以蛋的模樣出現，一度居住在彩葉家，直到正式孵化後，才正式入住彩葉家。
額頭上有角、背上有翅膀的鑽石獨角獸，擁有創造微笑庭園之類的特殊能力，也能使用瞬間移動往返微笑庭園和動物小鎮。
可自由切換獨角獸形態和人類形態。
大家都稱她為“尼可大人”，雖然外表可愛，卻有嚴厲的一面，但也擁有一顆關愛眾生的善良之心。
擁有敏銳的觀察力，能一眼分辨變成嘎嗷嘎嗷的動物是來自微笑庭園或地球。
在嘎嗷使用邪惡力量入侵微笑庭園時，用盡全力將被變成加魯加魯的動物們變成蛋以防直接暴走，但因為自身力量的不足，導致這些蛋依舊被黑暗力量侵蝕，變成加魯加魯的蛋。
一開始對於光之美少女能否帶給動物歡樂及平息嘎嗷一夥的狼族怒火幾件事採取不信任態度，甚至打算收回她們的力量，但在看到光之美少女們展現出來對動物的態度及咩咩的懇求下改變態度，甚至借出自己的力量幫助她們。
在第50集與光之美少女們送別昴與狼族後，把自己變成大型獨角獸形態並修復被昴破壞的鏡石，隨後把咩咩連同光之美少女的變身器帶回微笑花園。
咩咩
配音：立花慎之介（日本）
羊型的微笑動物，也是微笑庭園的管家兼閃耀動物們的直屬上司。被拯救後，請求光之美少女拯救微笑庭園的動物們。其拿手絕技為泡茶。
對於彩葉她們單方面打斷他說話感到非常困擾，並曾向悟抱怨此事。
曾因透露微笑庭園及尼可的存在以及將閃耀微笑魔法箱交給他人使用這幾件事被微笑斥責。
對於彩葉等人將9隻閃耀動物全數救回表示感謝，也曾為了光之美少女們懇求尼可別收回她們的力量。
有多事的一面，曾因不慎在彩葉等人面前表示悟對彩葉有好感而導致告白計劃失敗並陷入尷尬場面。

#### 閃耀動物
所有的閃耀動物在說話時語尾習慣加上「～」，總共9隻，已被全數救回。
閃耀兔子
配音：松岡美里（日本）
擁有可愛的笑顏，受大家歡迎的閃耀動物。
其為優秀的耳朵，能夠查覺任何聲音。
授予光之美少女的能力為「出色般的聽力」。
閃耀企鵝
配音：飯田友子（日本）
性格略為冷靜的閃耀動物。
喜愛寒冷，非常擅長於冰上滑動，能將地面凍結並在其之上快速移動。
授予光之美少女的能力為「滑行」。
閃耀獅子
配音：池田朋子（日本）
善良可靠的閃耀動物。
如同大家的大哥哥般存在，能快速地移動，甚至瞬時速度無人可敵。
授予光之美少女的能力為「更加迅速」。
閃耀熊
配音：首藤志奈（日本）
熱血且可靠的閃耀動物。
喜歡肌肉訓練，甚至每天都在訓練。
授予光之美少女的能力為「更加強壯」。
閃耀鹿
配音：嶋野花（日本）
充滿活力對人友善的閃耀動物。
閃耀動物之中年紀最小，對於高興的事就會蹦跳。
授予光之美少女的能力為「跳躍力強化」。
閃耀倉鼠
配音：和久野愛佳（日本）
討厭輸給他人的閃耀動物。
雖然性格上有點任性，但不會讓人討厭，並受到大家的喜愛。
授予光之美少女的能力為「縮小」。
閃耀狐
配音：齋藤千和（日本）
喜歡娛樂大家的藝人，擅長魔術的閃耀動物。
會想各種方式娛樂周圍的人。
授予光之美少女的能力為「變化」（擬態）。
閃耀熊貓
配音：喜代原真理（日本）
總是我行我素的閃耀動物。
動作緩慢且性格溫和、悠閒，最喜歡睡午覺。
授予光之美少女的能力為「讓對手睡著」。
閃耀天鵝
配音：廣原富（日本）
高貴美麗的閃耀動物。
喜歡跳芭蕾舞，並有著一雙能發掘出事物之美般慧眼的美之探究者。
授予光之美少女的能力為「飛翔起來」。

### 嘎嗷一夥
嘎嗷一夥的首領與幹部外型皆以已滅絕的動物日本狼為主題。

#### 首領
嘎嗷／昴
配音：大塚剛央（日本）
利用聲音控制加魯加魯的神秘存在，其真面目為嘎嗷的朋友昴，討厭人類及親近人類的動物，手上持有著不可思議的寶玉，因感應到光之力量的存在而與兩名手下虎眼、石榴一起正式現身，並命令他們去解決光之美少女們，在第39集時親自出手。
會對偷懶的加魯加魯採取行動，要求加魯加魯起來執行任務。
過去的他曾為動物小鎮周邊狼族首領的朋友，因狼族被人類滅絕的緣故，導致他憎恨人類，企圖破壞人類世界。
最終被「光之美少女 永恆的友情雨露」淨化，恢復正常。

#### 幹部
虎眼
配音：松井惠理子（日本）
活潑的少年，男性幹部，靈魂被嘎嗷召回附身到遠吠神社的雕像上。喜歡有趣的事情，可自由切換狼形態和人類形態。
相較於其他的成員，虎目比較天真無邪，真正的目的，只是為了想跟光之美少女玩耍而已，因此在所有的微笑動物都被救後，虎眼因為不能再召喚加奧怪，於是隨後和光之美少女們一起玩耍，並成為朋友。由於對人類的怨念蕩然無存，所以已無法待在世上。最後並因為自己的要求，接受了「永恆羈絆潔淨」的淨化，而他的狼的雕像被放回原來的位置。
召喚嘎嗷嘎嗷時都會說「！」
石榴
配音：中原麻衣（日本）
戀愛中的少女，喜歡嘎嗷，女性幹部，靈魂被嘎嗷召回附身到遠吠神社的雕像上。
可自由切換狼形態和人類形態。
召喚嘎嗷嘎嗷時都會說「來吧，野獸！被黑暗籠罩咆哮吧！」

#### 怪物
加魯加魯
配音：高橋伸也（日本）
本作刺客物質，因嘎嗷使用黑暗力量強行附身在微笑動物或閃耀動物身上所轉變而成的怪物，另外由閃耀動物所變成的加魯加魯額頭上還會有寶石。
所有加魯加魯會先以黑黃相間的蛋的形式出現，在蛋孵化後會釋放黑暗氣息並演變成怪物，而該黑暗氣息會使附近的動物感到警惕，即使是變成人類的麥和雪也是如此。
被淨化後微笑動物會變回原本的模樣，但因為是被黑暗力量強行控制的，對微笑動物的傷害會非常大，救助後的微笑動物大多需要回到微笑庭園休養。
嘎嗷嘎嗷
配音：高橋伸也（日本）
嘎嗷一夥成員把身上寶玉的力量加持在加魯加魯的蛋或動物身上，使其變成嘎嗷嘎嗷。
與加魯加魯不同，除了是戴上有尖角的眼罩，尾部也有噴出不會動的火焰，而身上也會根據召喚對象而佩戴黃色墊肩、紅色手腕或藍色蝴蝶結。
比加魯加魯還要強大，即使是光之美少女的合體技「光之美少女 自由之友」和「光之美少女 和睦之光」也無法將其淨化，而且還能使用分身術。
不僅跟加魯加魯一樣，也是黑暗力量強行附身在微笑動物或閃耀動物身上所轉變而成的怪物，就連地球的動物也都不例外。
每當嘎嗷嘎嗷被召喚時，附近的天氣會變成烏雲密佈。
必須使用鑽石緞帶城堡所使出的合體技「光之美少女 永恆的友情雨露」才能淨化。
變成嘎嗷嘎嗷的地球動物在被淨化後同樣會變回原本的模樣，並由微笑使用頭角上的鑽石能量讓動物回復體力，而無需返回微笑庭園休養。
根據成員的不同，變成嘎嗷嘎嗷也有所不同。
- 虎眼：與加魯加魯一樣，以微笑動物或閃耀動物變成蛋做為基礎，不過會先交由虎眼強化之後，再將其釋放變成嘎嗷嘎嗷。
- 石榴：以地球的動物做為基礎，直接將地球的動物變成嘎嗷嘎嗷。
- 嘎嗷：可以把主角（例如犬飼麥）強行變成嘎嗷嘎嗷。

| 集數     | 附著動物              | 召喚對象          | 淨化技                  |
| 加魯加魯 | 加魯加魯              | 加魯加魯          | 加魯加魯                |
| -------- | --------------------- | ----------------- | ----------------------- |
| 1        | 咩咩                  | 無 （從蛋中孵化） | 無 （光之美少女的擁抱） |
| 2        | 鴕鳥                  | 無 （從蛋中孵化） | 無 （光之美少女的擁抱） |
| 3        | 閃耀兔子              | 無 （從蛋中孵化） | 無 （光之美少女的擁抱） |
| 4        | 貉                    | 無 （從蛋中孵化） | 無 （光之美少女的擁抱） |
| 5        | 閃耀企鵝              | 無 （從蛋中孵化） | 無 （光之美少女的擁抱） |
| 6        | 閃耀獅子              | 無 （從蛋中孵化） | 光之美少女 自由之友     |
| 7        | 閃耀獅子              | 無 （從蛋中孵化） | 光之美少女 自由之友     |
| 8        | 馬                    | 無 （從蛋中孵化） | 光之美少女 自由之友     |
| 9        | 鴨子                  | 無 （從蛋中孵化） | 光之美少女 自由之友     |
| 10       | 浣熊                  | 無 （從蛋中孵化） | 光之美少女 自由之友     |
| 11       | 閃耀熊                | 無 （從蛋中孵化） | 光之美少女 自由之友     |
| 12       | 貓頭鷹                | 無 （從蛋中孵化） | 光之美少女 自由之友     |
| 13       | 刺蝟                  | 無 （從蛋中孵化） | 光之美少女 自由之友     |
| 14       | 公雞                  | 無 （從蛋中孵化） | 光之美少女 自由之友     |
| 15       | 閃耀鹿                | 無 （從蛋中孵化） | 光之美少女 自由之友     |
| 16       | 鸚鵡                  | 無 （從蛋中孵化） | 光之美少女 自由之友     |
| 17       | 虎                    | 無 （從蛋中孵化） | 光之美少女 自由之友     |
| 18       | 閃耀倉鼠              | 無 （從蛋中孵化） | 無 （莉莉安天使的擁抱） |
| 19       | 閃耀倉鼠              | 無 （從蛋中孵化） | 無 （莉莉安天使的擁抱） |
| 20       | 閃耀狐                | 無 （從蛋中孵化） | 光之美少女 和睦之光     |
| 21       | 閃耀熊貓              | 無 （從蛋中孵化） | 光之美少女 和睦之光     |
| 22       | 松鼠                  | 無 （從蛋中孵化） | 光之美少女 和睦之光     |
| 23       | 閃耀天鵝              | 無 （從蛋中孵化） | 光之美少女 自由之友     |
| 24       | 猩猩                  | 無 （從蛋中孵化） | 光之美少女 和睦之光     |
| 25       | 海龜                  | 無 （從蛋中孵化） | 光之美少女 自由之友     |
| 26       | 駱駝                  | 無 （從蛋中孵化） | 光之美少女 自由之友     |
| 27       | 槌之子                | 無 （從蛋中孵化） | 光之美少女 和睦之光     |
| 28       | 羊駝                  | 無 （從蛋中孵化） | 光之美少女 自由之友     |
| 嘎嗷嘎嗷 |                       |                   |                         |
| 29       | 猴子                  | 虎眼              | 光之美少女 永恆羈絆雨露 |
| 30       | 猴子                  | 虎眼              | 光之美少女 永恆羈絆雨露 |
| 31       | 友真的絨鼠 （小鐵）   | 石榴              | 光之美少女 永恆羈絆雨露 |
| 32       | 動物園的大象 （櫻花） | 石榴              | 光之美少女 永恆羈絆雨露 |
| 33       | 豬                    | 虎眼              | 光之美少女 永恆羈絆雨露 |
| 34       | 流浪貓                | 石榴              | 光之美少女 永恆羈絆雨露 |
| 35       | 袋鼠                  | 虎眼              | 光之美少女 永恆羈絆雨露 |
| 36       | 鳶                    | 石榴              | 光之美少女 永恆羈絆雨露 |
| 37       | 長頸鹿                | 虎眼              | 光之美少女 永恆羈絆雨露 |
| 38       | 白鼬                  | 虎眼              | 光之美少女 永恆羈絆雨露 |
| 39       | 犬飼小麥              | 嘎嗷              | 無 （自行掙脫）         |
| 39       | 蝙蝠                  | 石榴              | 光之美少女 永恆羈絆潔淨 |
| 40       | 青蛙                  | 虎眼              | 光之美少女 永恆羈絆潔淨 |
| 41       | 變色龍                | 石榴              | 光之美少女 永恆羈絆潔淨 |
| 42       | 斑馬                  | 虎眼              | 光之美少女 永恆羈絆潔淨 |
| 43       | 螃蟹                  | 石榴              | 光之美少女 永恆羈絆潔淨 |
| 44       | 霸王龍                | 虎眼              | 光之美少女 永恆羈絆潔淨 |
| 46       | 馴鹿                  | 石榴              | 光之美少女 永恆羈絆潔淨 |
| 47       | 日本狼                | 嘎嗷              | 光之美少女 永恆羈絆潔淨 |
| 48       | 日本狼                | 嘎嗷              | 光之美少女 永恆羈絆潔淨 |

### 光之美少女們的家人

#### 犬飼家
以下兩位於得知麥能變成人類、說話及微笑花園的秘密。
犬飼剛
配音：白熊寬嗣（日本）
彩葉的父親，與妻子一起經營一間名為「友愛動物醫院&寵物美容院」的店鋪。擅長做家務。
犬飼陽子
配音：小平有希（日本）
彩葉的母親，與丈夫一起經營一間名為「友愛動物醫院&寵物美容院」的店鋪。在店裏擔任獸醫。

#### 貓屋敷家
貓屋敷菫
配音：齊藤千和（日本）
真結的母親。在動物小鎮經營一間名為「PrettyHolic」的彩妝&雜貨店。
貓屋敷貴行
配音：福田賢二（日本）
真結的父親，攝影師。

### 動物小鎮
麥和彩葉的家鄉，小鎮裡住了各式各樣的動物。第30集因嘎嗷嘎嗷在動物小鎮的街道上大肆破壞而實施居家令，提醒居民不要外出及發出警報。

#### 私立灣岸第二中學
馬場園清
配音：高桑滿（日本）
2年1班的班主任，也是馬術社的顧問，授課科目是數學。
最喜歡的詩句為「人間萬事塞翁馬」。
大熊光子
配音：飯田友子（日本）
彩葉等人的同班同學，家裡開動物牧場。
蟹江七海
配音：嶋野花（日本）
彩葉等人的同班同學。
猪狩勝
配音：小松昌平（日本）
彩葉等人的同班同學，將麥當作對手看待。
猿渡
配音：池田朋子（日本）
彩葉等人的同班同學，對蟹江遇見鏡石發光的事情不屑一顧，認為車頭燈反射在鏡石上才會造成發光現象而已。
烏丸
配音：首藤志奈（日本）
彩葉等人的同班同學，也是神社少女。

### 其他角色
知覽友真
配音：廣原富（日本）
真結以前學校的同班同學。
栗原
配音：飛田展男（日本）
2年前小麥的前主人。
結城綾子
配音：速見圭（日本）
在志願者團體「熱誠動物」工作的志願者。

#### 客串角色
《蠟筆小新》
野原新之助
配音：小林由美子（日本）
日本動漫《蠟筆小新》的主角，5歲的幼稚園男孩，暱稱「小新」，第16集以客串角色登場。
野原小白
配音：真柴摩利（日本）
日本動漫《蠟筆小新》的要角，小新飼養的寵物狗，通稱「小白」，第16集以客串角色登場。
《開闊天空！光之美少女》
天晴・娃塔兒／晴空天使
配音：關根明良（日本）
前作《開闊天空！光之美少女》的主角，憧憬成為英雄且運動神經超群的14歲少女，為了保護艾兒而變成睛空天使，第32集以客串角色登場。
虹之丘真白／棱鏡天使
配音：加隈亞衣（日本）
前作《開闊天空！光之美少女》的角色，於第32集以客串角色登場。
夕陽翼／羽翼天使
配音：村瀨步（日本）
前作《開闊天空！光之美少女》的角色，於第32集以客串角色登場。
聖蝶／蝴蝶天使
配音：七瀨彩夏（日本）
前作《開闊天空！光之美少女》的角色，於第32集以客串角色登場。
艾兒／艾兒公主／公主天使
配音：古賀葵（日本）
前作《開闊天空！光之美少女》的角色，於第32集以客串角色登場。
凱塞琳・暗德古
前作《開闊天空！光之美少女》的角色，於第32集以客串角色登場。
卡巴通
前作《開闊天空！光之美少女》的角色，於第32集以客串角色登場。
巴塔蒙達
前作《開闊天空！光之美少女》的角色，以「紋田」的人類姿態繼續在《開闊天空！光之美少女》第41集的美食車工作，於第32集以客串角色登場。
米诺通
前作《開闊天空！光之美少女》的角色，於第32集以客串角色登場。
蘇基亞赫德
前作《開闊天空！光之美少女》的角色，於第32集以客串角色登場。
《魔法使光之美少女！》
朝日奈未來／奇蹟天使
《魔法使光之美少女！》的角色，於第32集以客串角色登場。
十六夜理子／魔法天使
《魔法使光之美少女！》的角色，於第32集以客串角色登場。
小哈／花海言葉／幸福天使
《魔法使光之美少女！》的角色，於第32集以客串角色登場。
《光之美少女偶像與你》
咲良羽音／偶像天使
配音：松岡美里（日本）
續作《光之美少女偶像與你》的主角，於第50集以客串角色登場。
普莉露
配音：南條愛乃（日本）
續作《光之美少女偶像與你》的妖精，於第50集以客串角色登場。

## 作中用語

### 故事背景
動物小鎮
本作主要舞台。人與動物和諧共處的小鎮，除了有很多寵物外，也有很多野生動物。
鏡石
位於動物小鎮的石碑。與其名字不同，它不會反射出任何事物。有着「當石頭反射出影像時，被其反射的人的願望便會實現」的傳說。
後在尼可口述中得知其為她所遺留下來的微笑鑽石碎片。
微笑庭園
本作登場的異世界。根據咩咩所說，那裏充滿與現實的動物類似的生物，是一個「動物的樂園」。
故事開始時，因所有生物都變成加魯加魯，而導致荒廢，但在閃耀動物齊聚之後，庭園被修復回原本樣貌。
閃耀動物
體型小巧並有小翅膀，會說話，擁有特殊能力的微笑動物，同樣在故事開始時都被變成了加魯加魯，目前微笑庭園所屬的閃耀動物都已被光之美少女全數拯救。

### 光之美少女用語

#### 道具
美好粉盒
美好天使和友愛天使的變身道具，由鏡石變成。麥可使用此道具切換小狗形態和人類形態。
閃耀貓咪變身盒
喵喵天使和莉莉安天使的變身道具。雪可使用此道具切換小貓形態和人類形態。
友好蝴蝶搖鈴
「閃耀貓咪變身盒」的另外一種形態，喵喵天使和莉莉安天使的搖鈴。可以召喚閃耀動物來使用技能。
閃耀微笑魔法箱
用來寄放閃耀動物的微笑魔法箱，同時也是通往微笑庭園的入口。
另外身為微笑庭園之主的尼可，不需要透過此道具就能來去微笑庭園。
友情魔法棒
美好天使和友愛天使的魔法棒，由小麥的牽繩幻化而成，可以召喚閃耀動物來使用技能。
鑽石緞帶城堡
光之美少女四人升級變身兼武器，由尼可召喚出來的。

#### 技能
肉球防護罩
美好天使的技能，像狗手掌的巨大防護罩。因其彈性高，能夠讓目標減少傷害。

友愛天使的技能，像蝴蝶結的巨大防護罩。能夠當踏板來使用。

喵喵天使的技能，像貓手掌的巨大防護罩。與美好天使的肉球防護罩性質相同，差別只在形狀和顏色。

莉莉安天使的技能，像花朵的巨大織網。能防止一定程度上的摔落傷害。可透過重複使用以修復被破壞的部分，從而使織網變得更堅硬。
拯救閃耀動物
光之美少女們借助閃耀動物力量的技能，需分別使用友情魔法棒和友好蝴蝶搖鈴以召喚閃耀動物。
光之美少女 自由之友
美好天使與友愛天使的合體技。利用絲帶包裹並擁抱著加魯加魯，使其變回原狀。
光之美少女 和睦之光
喵喵天使與莉莉安天使的合體技。利用光芒包裹著加魯加魯，使其變回原狀。
光之美少女 永恆的友情雨露
光之美少女四人鑽石緞帶型態的合體技。利用雨露包裹著嘎嗷嘎嗷，使其變回原狀。

## 發展
2023年11月，東映首次確認了本作的商標，並於2023年11月30日啟動官方網站 。2024年1月7日，本作全面曝光並公布有關本作的商品。
ABC製作人多田香奈子首度確認本作為動物主題，並隨後解釋到「如今這年代，把各種動物帶進家裏並成為寵物已成為了一種普遍現象，例如狗、貓、免子以及鳥。而對我來說，狗是我很重要的同伴。那些動物給了我們許多的關愛，也是無法被人取代的。儘管牠們可能不是跟我們說同一種語言，但我相信牠們與牠們的飼主之間有着一種無法用言語形容的關係。」他說，作為有着首次有動物成為「光之美少女」的作品，本作主題也和人類與動物的羈絆有關，也表示「在本作中，主角麥變成了人類，和她的主人彩葉說著同樣的人類語言。隨後便可以加深彼此的羈絆。然而現實中，人和動物是無法溝通的，麥在作品中所說的話皆為幻想。『狗可能是這樣想的』你可能擔心這一切只不過是人類想像罷了。可是正因人與動物之間無法交流，我們才更加需要理解牠們。我相信在那之後，『同情心』就會油然而生，希望對方能獲得幸福。最重要的事情是在不把自己的感受強加於人的情況下互相理解。」
東映動畫的高橋麻樹表示「羈絆」作為主題之一是很重要的，如同本作主角們的感情——「本作的主題是與動物之間的羈絆。試想對於你來說重要的人並為他採取行動。『家庭』和『朋友』之間的感情都適用於人類和動物上。這個想法反映了我們的口號：追夢、永不放棄、與朋友分享、相信朋友、為他人著想，向他人伸出援手。感情的力量貫穿了整個《光之美少女》系列。即使我們長相不同，說著不同語言，只要我們有著一顆關愛之心，那麼便可以傳達到我們心中。我們透過與動物之間的羈絆，小心刻畫『光之美少女』的形象。」
主角們的配音員也發佈了有關她們所飾演角色的言論。長繩麻理亞表示「我從來沒有想像過我真的能成為『光之美少女』中的其中一員。那之後的瞬間，我瞬間五味雜陳地熱淚盈眶：快樂、決定要做到最好，以及感激之情。」而在《光之美少女 All Stars F》中聲演普卡的種崎敦美則表示：「當我被決定了可以在《光之美少女 All Stars F》登場時，我感到非常高興也很榮幸能夠為《光之美少女》工作，但我沒有想到我也能在電視動畫出一分力。我看過許多在電影中出現的『光之美少女』，也感受到在每個不同的系列中眾人到角色之間的羈絆。當我在為電影配音的時候，雖然用雙眼看不見那種美好，但我絕對能感受到，所以我真的十分高興，並心想我或許也能做得到也說不定呢……」

## 製作人員
- 原作：東堂泉
- 漫畫：上北雙子（講談社《Nakayoshi》連載）[76]
- 企劃：西出將之（第1—10集）→安井一成（第11集—）（ABC動畫）、高橋知子、鷲尾天
- 製作人：小關紗矢（朝日放送電視台）、多田香奈子（ABC動畫）[77]、利根里佳（ADK）[77]、高橋麻樹（東映動畫）[77]
- 系列導演：佐藤雅教[77]
- 系列構成：成田良美[77]
- 角色設計：内田陽子[77]
- 美術設計：飯田理恵[77]
- 主美術：今井美紀[77]
- 色彩設計：清田直美[77]
- 攝影監督：五十嵐慎一
- 編集：麻生芳弘
- 錄音：林奈緒美
- 音響效果：石野貴久
- 音樂：深澤惠梨香[77]
- 音響製作：
- 音樂製作：Marvelous
- 音樂協力：東映動畫音樂出版
- 動畫製作：東映動畫
- 製作擔當：吉田智哉、東雄太
- 製作協力：東映
- 製作：朝日放送、ABC動畫、ADK、東映動畫

## 主題曲
片頭曲美妙寵物 光之美少女 evolution!!
作詞：兒玉沙織，作曲、編曲：EFFY，主唱：吉武千颯
伴隨著故事劇情的發展，部份畫面有所更動。12集開始，片頭曲中間在真結旁邊的神秘少女現身了。
片尾曲
FUN☆FUN☆Wonderful DAYS！（第1集—第22集〈片尾曲〉；第10集—第50集〈台灣電視片頭曲〉）
作詞：杉山昭彥，作曲：Hige Driver，編曲：石塚玲依，主唱：石井亞美、後本萌葉（片尾曲）；天竺鼠姐姐（張恆安）、酪梨姐姐（林妍希）（台灣電視片頭曲）
台灣電視版於第10集之後翻唱成國語並作為片頭曲使用。
幸福的Evolution♡（第23集—第49集）
版本：（第23集—第49集〈奇數集〉）、（第24集—第48集〈偶數集〉）
作詞：杉山昭彥，作曲、編曲：石塚玲依，主唱：石井亞美、後本萌葉
Happy≒Future（第33集、第34集〈僅限電視、TVer版本〉）
作詞：青木久美子，作曲、編曲：馬瀬美咲，主唱：吉武千颯、後本萌葉
Wonderful Smile（第50集）
作詞：兒玉沙織，作曲、編曲：馬瀬美咲，主唱：石井亞美
插入曲（第50集）
作詞：兒玉沙織，作曲、編曲：馬瀬美咲，主唱：偶像天使（松岡美里）
繼作《光之美少女偶像與你》偶像天使的出道曲，部分片段在真結和其他人說話時在真結的手機顯示。

## 劇集列表
| 1 |                        | 成田良美   | 佐藤雅教          | 廣末悠奈   | 為我井克美 飯田花緒                                                             | 今井美紀                   | 日本 ：2024年2月4日 · 臺灣 ：2024年4月21日 · 香港 ：2024年5月11日    |
| 動物小鎮裏，女初中生犬飼彩葉一如既往的帶著她的寵物狗麥散步，在散步途中遇到了同學兔山悟與他的垂耳兔大福正在看著據說可以實現願望的鏡石，並隨後與他討論關於鏡石的事情。後來，彩葉找到了一個類似於石頭的奇怪物體以及一只名為「加魯加魯」的奇怪生物攻擊人們。當彩葉把自己當成誘餌來以此爭取時間時，麥因為擔心彩葉而決定挺身而出保護彩葉，因為這個舉動而導致那個奇怪物體變成了「美好變身魔法盒」，讓她變成人類成為美好天使。在與加魯加魯的追趕後，她用了擁抱來淨化它，讓它恢復原狀。儘管一開始不相信，彩葉最終還是相信了麥就是拯救了她的女孩。 |                        |            |                   |            |                                                                                 |                            |                                                                      |
| 2 |                        | 成田良美   | 佐佐木憲世        | 飛田剛     | 玖遠                                                                            | 東美紀                     | 日本 ：2024年2月11日 · 臺灣 ：2024年4月28日 · 香港 ：2024年5月18日   |
| 被麥所救的微笑動物——咩咩，向麥和彩葉她們解釋牠是來自於曾經擁有著許多動物但現在卻荒廢的微笑庭園。儘管麥希望能和其他人商量，但咩咩卻要她們對「光之美少女」這個存在保密。之後，彩葉驚奇地發現麥就算在小狗形態時也可以像人類一樣說話，儘管如此，彩葉還是要麥保密牠可以在小狗形態時說話的事情。當鴕鳥的加魯加魯對變成美好天使的麥發動攻擊時，因想幫助麥的決心，從而導致鏡石發光，讓彩葉成為友愛天使。隨後，她和麥一起淨化了加魯加魯，讓牠變回原本的樣子，並讓咩咩帶牠回微笑庭園休養。 |                        |            |                   |            |                                                                                 |                            |                                                                      |
| 3 |                        | 成田良美   | 頂真司            | 岩井隆央   | 酒井夏海 竹森由加                                                               | 中林由貴                   | 日本 ：2024年2月18日 · 臺灣 ：2024年5月5日 · 香港 ：2024年5月25日    |
| 在微笑庭園裏，咩咩向麥和彩葉她們解釋關於這整個地方的歷史，隨後讓她們保守秘密。返回地球後，她們碰巧遇到了對她們起疑心的悟。悟與大福一起在樹林散步時，偶然發現加魯加魯的蛋。儘管悟試圖研究但完全卻找不到任何相關資料。突然地，蛋孵化成了一隻兔子的加魯加魯並且一直追著他跑。為了保護他，麥和彩葉兩人不顧咩咩的反對，毅然決然地變身成「光之美少女」，並在悟的幫助下成功淨化了加魯加魯使牠變回原樣——閃耀兔子。隨後麥、彩葉和悟三人前往微笑庭園，在那裏，悟表達了他想幫「光之美少女」的願望和決心，最終咩咩也接受了他的提議。 |                        |            |                   |            |                                                                                 |                            |                                                                      |
| 4 | 貓屋敷的貓和真結       | 成田良美   | 今千秋            | 野本雄也   | 松浦仁美                                                                        | 徐柱星                     | 日本 ：2024年2月25日 · 臺灣 ：2024年5月12日 · 香港 ：2024年6月1日    |
| 在貓屋敷真結的家裏，她的媽媽貓屋敷菫正在為自己的彩妝&雜貨店「PrettyHolic」作為開店準備。與其同時，悟因為認為收集有關訊息可以對彩葉她們產生幫助因以繼續研究加魯加魯。隨後，咩咩把麥和彩葉兩人叫到微笑庭園，解釋到每隻閃耀動物都可以修補微笑庭園的部分地方，若是九隻閃耀動物都回來了，微笑大人就可能會回來。返回地球後，麥和彩葉成為了「PrettyHolic」的第一個顧客。在那裏，麥和彩葉遇見了真結和她的寵物貓雪並嘗試化妝。後來，麥和彩葉發現了一隻貉的加魯加魯。在淨化牠、送牠回微笑庭園過後，彩葉送了真結一個禮物讓真結思考兩人成為朋友的可能性。 |                        |            |                   |            |                                                                                 |                            |                                                                      |
| 5 |                        | 井上美緒   | 野呂彩芳          | 野呂彩芳   | 青山充                                                                          | 戶杉奈津子                 | 日本 ：2024年3月3日 · 臺灣 ：2024年5月19日 · 香港 ：2024年6月8日     |
| 彩葉與麥散步時，遇到少女珍瑪、她的母親以及她們的博美犬——，並隨後推介她們到彩葉她家開的店。在那裏，她了解到只是剛開始走路，這讓彩葉回想起訓練麥走路的時光。當企鵝的加魯加魯攻擊美好天使和友愛天使時，美好天使差點掉進水中。就在那個瞬間，她們的牽絆讓麥的牽繩變成友情魔法棒，而友愛天使利用了閃耀兔子的力量去抓住、安撫加魯加魯，讓牠變回閃耀企鵝並回到微笑庭園。在那之後，儘管麥對於自己無法使用指揮棒的力量感到焦躁不安，但牠還是和彩葉發誓會更常地一起去散步。 |                        |            |                   |            |                                                                                 |                            |                                                                      |
| 6 |                        | 成田良美   | 頂真司            | 鬼頭和矢   | 北島勇樹                                                                        | 鈴木祥太                   | 日本 ：2024年3月10日 · 臺灣 ：2024年5月26日 · 香港 ：2024年6月15日   |
| 隨著閃耀企鵝回到微笑庭園，麥又再一次露出自己無法使用指揮棒力量的焦躁不安，而咩咩認為這可能是因為牠缺乏了成為「光之美少女」最重要的東西。隨著「PrettyHolic」和「友愛動物醫院&寵物美容院」的繼續營業，麥表現出牠想幫助彩葉的願望越發強烈。後來，麥發現牠的牽繩因為變成了友情魔法棒而導致消失不見了。儘管彩葉提議暫借一條，但牠因為那條牽繩是她們兩人一起選而拒絕。隨後，彩葉向悟傾訴關於她與麥的爭吵，而悟則回答也許麥也是和她同樣感受。當獅子的加魯加魯攻擊時，美好天使的友情魔法棒突然消失，而因為她和友愛天使無法安撫牠而導致牠從山上逃走。那晚，麥因覺得自己無法幫助彩葉而獨自一人從家中跑出去。 |                        |            |                   |            |                                                                                 |                            |                                                                      |
| 7 |                        | 成田良美   | 土田豐            | 土田豐     | 沼田廣 稲上晃                                                                   | 中林由貴                   | 日本 ：2024年3月17日 · 臺灣 ：2024年6月2日 · 香港 ：2024年6月22日    |
| 寵物遊樂區裏，麥偶遇悟並跟著他回家。在彩葉與她的家人尋找麥時，悟向彩葉打電話報平安。由於麥對於幫不到彩葉而感到渾渾噩噩，所以他嘗試去安慰麥。在那之後，真結送了一個小狗輓具給麥作為曾經幫助過的謝禮。與其同時在森林裏，正在回復狀態的獅子加魯加魯聽見一把神秘聲音叫他破壞人類的一切。在友愛天使與其戰鬥的過程中，麥終於意識到想成為「光之美少女」的原因是因為想保護彩葉。她的決心再次讓她的友誼魔法棒出現並使用閃耀企鵝的能力追趕加魯加魯。最後美好天使和友愛天使一起使用自由之友淨化加魯加魯讓它變回閃耀獅子回到微笑庭園。在那之後，麥和彩葉又再次一起散步了。 |                        |            |                   |            |                                                                                 |                            |                                                                      |
| 8 |                        | 千葉美鈴   | 高橋裕哉          | 岩井隆央   | 增田誠治                                                                        | 徐柱星                     | 日本 ：2024年3月24日 · 臺灣 ：2024年6月9日 · 香港 ：2024年6月29日    |
| 正當彩葉前往學校時，麥也打算一起去，但最後被要求好好看家。學校裏，真結轉學到彩葉的班級。在做自我介紹後，彩葉帶著真結參觀學校。與此同時，麥因覺得彩葉太慢的關係而前去學校找她，但一路上都被其他東西吸引著。放學後，悟和彩葉帶真結參觀動物區域時突然地孵化出一隻馬的加魯加魯。麥及時地趕到現場使用閃耀獅子的力量去幫助彩葉，並與彩葉一起使用友情解放淨化它，並送它回微笑庭園。在那之後，麥告訴悟和彩葉她想要和他們一起上學。 |                        |            |                   |            |                                                                                 |                            |                                                                      |
| 9 |                        | 神林裕介   | 佐佐木憲世        | 廣嶋秀樹   | 上田由希子 赤田信人                                                             | 戶杉奈津子                 | 日本 ：2024年3月31日 · 臺灣 ：2024年6月16日 · 香港 ：2024年7月6日    |
| 咩咩跟小麥還有彩葉說，因為微笑鑽石的奇蹟，所以小麥可以去上學了。學校裡，小麥很快就變得很受歡迎，但另一位學生豬狩勝因為她的足球技術比他好而嫉妒她，並開始把她當成自己的競爭對手。午餐時候，他為了要超越她而進行訓練，而光之美少女識別出這顆蛋是加魯加魯的蛋，這顆蛋很快就孵化成了一隻鴨子的加魯加魯。在使用友情解放將其淨化後，隨後便送它回微笑庭園。放學後，小麥再次表示她想和彩葉一起上學，而她和悟則願意幫助她學習。 |                        |            |                   |            |                                                                                 |                            |                                                                      |
| 10 |                        | 香村純子   | 今千秋            | 岩井隆央   | 小澤誠片 山敬介                                                                 | 土井裕子                   | 日本 ：2024年4月7日 · 臺灣 ：2024年6月23日 · 香港 ：2024年7月13日    |
| 在最近有很多顧客的「PrettyHolic」裡，菫告訴真結她可以設計一個新產品來銷售。儘管真結努力地為產品想出新點子、同學們也陸陸續續地提出了建議，但是她還是拿不定主意。後來她在河邊散步時遇到了彩葉和小麥，這讓她想起了第一次遇到雪時的情景。在她小的時候，她曾在一間老舊的房子裡遇到雪。當時她的家人因為她父親的工作而前往山中的一個村莊，儘管村民一再表示雪並不信任人類，但在逗留於此的過程中，她和雪結下了深厚的情感。當他們離開的時候，她還不願意和雪分開並最終把牠帶回家。當浣熊的加魯加魯出現時，美好天使和友好天使淨化了它，並將它送回微笑庭園，而雪則在窗邊目睹了這一切。最後，真結決定以雪為原型的粉盒作為她們店舖的新產品，很快就大受歡迎。 |                        |            |                   |            |                                                                                 |                            |                                                                      |
| 11 |                        | 千葉美鈴   | 篠原花奈          | 篠原花奈   | 板岡錦                                                                          | 中林由貴                   | 日本 ：2024年4月14日 · 臺灣 ：2024年6月30日 · 香港 ：2024年7月20日   |
| 在學校，小麥、彩葉，以及悟聽說有人在見晴山發現了一隻巨大生物。因為認為有可能是加魯加魯的關係，所以他們決定上山找牠，但沒有發現任何異常，於是，彩葉推斷牠很可能是在山頂。與此同時，一位神秘少女警告真結不要去山上。在這時候，麥和彩葉她們也找到了加魯加魯，並注意到了牠頭上的傷，於是用自由之友將其淨化成閃耀熊，再送回微笑花園。回到微笑庭園後，閃耀熊表示除她們以外有另一位光之美少女出現，也是她把閃耀熊抓傷的。當晚，那位神秘的光之美少女出現在城市的上空觀望。 |                        |            |                   |            |                                                                                 |                            |                                                                      |
| 12 | 我是喵喵天使           | 井上美緒   | 畑野森生          | 畑野森生   | 廣中美佳 美馬健二                                                               | 徐柱星                     | 日本 ：2024年4月21日 · 臺灣 ：2024年7月7日 · 香港 ：2024年7月27日    |
| 對於近日來雪的突然消失，真結感到心不在焉，彩葉聽到後打算在假日幫助她。假日的真結家裏，麥和彩葉送了個監控攝像頭給真結，讓她去監督雪以及牠的行蹤。但由於感受到加魯加魯的氣息，麥和彩葉用藉口離開了真結家，但由於對於他們兩個感到擔心，於是沖了出去，結果碰到了貓頭鷹的加魯加魯。在加魯加魯準備攻擊真結時，她被警告她的神秘光之美少女拯救，並因此意識到這少女和之前警告她不要去見睛山是同一位。在那之後，美好天使和友愛天使遇見了正在被神秘的光之美少女傷害的加魯加魯並嘗試讓她停下。將加魯加魯淨化後並送牠回微笑花園後，友愛天使便詢問她的名字，而她的回答自己是「喵喵天使」。 |                        |            |                   |            |                                                                                 |                            |                                                                      |
| 13 |                        | 神林裕介   | 野呂彩芳          | 野呂彩芳   | 竹森由加 沼田廣                                                                 | 戶杉奈津子                 | 日本 ：2024年4月28日 · 臺灣 ：2024年7月14日 · 香港 ：2024年8月3日    |
| 光之美少女們向咩咩講述關於「喵喵天使」的存在，隨後和悟一起在動物小鎮尋找有關「喵喵天使」的足跡和其真實身份。可是儘管尋遍了小鎮中的人、事、物，但仍然沒有找到有關「喵喵天使」的足跡。直到三位老婦人提醒麥可能在找有著「喵喵天使」真結所設計的粉盒前，他們仍然毫無線索，但即使在「PrettyHolic」裏，他們仍然找不到有關足跡。當刺蝟的加魯加魯攻擊時，喵喵天使在離開前拯救了真結，隨後因真結的緣故而折返回來拯救美好天使和友愛天使。在她們淨化加魯加魯並將其送回微笑花園後，真結對於喵喵天使是誰感到好奇，並在想是否會再次遇見她。 |                        |            |                   |            |                                                                                 |                            |                                                                      |
| 14 |                        | 香村純子   | 中村亮太          | 廣末悠奈   | 玖遠                                                                            | 鈴木祥太                   | 日本 ：2024年5月5日 · 臺灣 ：2024年7月21日 · 香港 ：2024年8月10日    |
| 真結發現雪一直不吃飯，而且不在常去的地方，於是把雪帶到「友愛動物醫院&寵物美容院」，陽子覺得雪休息一下就會沒事。彩葉建議真結在她家住一晚，這樣陽子就可以在有任何事情發生時去看雪。當晚，真結和彩葉吃完晚飯後，被公雞的加魯加魯吵醒，在任何人都還沒起床之前淨化了牠，但是真結也醒了，並決定跟隨她們。她目睹了她們變成光之美少女的過程，並知道了她們的真實身份以及小麥可以變成人類。在她們打擊加魯加魯的過程中，悟向她解釋了什麼是微笑庭園以及光之美少女是什麼。在她們淨化加魯加魯之後將其送回微笑庭園之後，真結決定支持他們，雖然多了一個夥伴，但大家還是不清楚喵喵天使是誰。 |                        |            |                   |            |                                                                                 |                            |                                                                      |
| 15 |                        | 千葉美鈴   | 高橋裕哉          | 鬼頭和矢   | 北島勇樹 酒井夏海                                                               | 中林由貴                   | 日本 ：2024年5月12日 · 臺灣 ：2024年7月28日 · 香港 ：2024年8月17日   |
| 小麥、真結、悟與真結一起去了微笑庭園，並將她介紹給咩咩。雖然牠一開始很猶豫，因為牠不想讓別人知道關於微笑庭園或光之美少女的事情，但當她提出要幫他做管家的工作後，牠對她的態度變得溫暖起來。在幫忙牠的同時，他們也造訪了閃耀動物的家，而咩咩開始懷疑閃耀動物的行為對他有所隱瞞。當閃耀動物感覺到動物小鎮裡有一隻鹿的加魯加魯已經甦醒時，光之美少女們回到地球淨化了它，讓它恢復成閃耀鹿的原來樣子。之後，閃耀動物透露牠們正計劃舉辦一個派對來感謝光之美少女的努力，咩咩儘管因為他們沒有像他想的那樣表彰他而感到不滿，但還是參加了派對，但閃耀動物隨後也因牠的辛勤工作而邀請了牠，這讓牠非常高興。 |                        |            |                   |            |                                                                                 |                            |                                                                      |
| 16 |                        | 成田良美   | 頂真司            | 岩井隆央   | 青山充                                                                          | 徐柱星                     | 日本 ：2024年5月19日 · 臺灣 ：2024年8月4日 · 香港 ：2024年8月24日    |
| 去學校的路上，麥和彩葉遇見了要去動物園工作的陽子，儘管對麥感到有點熟悉，但因沒見過麥的人類型態，所以最後沒有懷疑甚麼就離開了。學校裏，在彩葉對於說謊感到愧疚的時候，她無意間聽見了同學們在說鏡石發光的事，而讓她意識到可以透過調查鏡石去得知麥是如何變成人類以及光之美少女們是怎麼獲得力量的。放學後，在麥和彩葉她們在調查鏡石的途中偶遇小新和小白。回到家後，麥和彩葉她們便問咩咩是否可以告訴彩葉的家人有關微笑花園的事，得到的答案是「否」。當他們在講話時，剛和陽子剛剛好回到家，發現了麥和咩咩說話。在得知事情敗露後，彩葉他們把微笑花園全盤托出，而陽子和剛並沒有太過驚訝，隨後便解釋了鏡石的傳說：很久以前，當人類和動物都和平共處的時侯，動物們向神許願，希望可以和人類說話，而牠們的願望透過鏡石實現了。隨後，來自其他地方的動物陸陸續續走到鏡石旁，而這就是動物小鎮的由來。可是，集合在一起的動物發生了爭執，而因為這樣鏡石便從此失去力量了。當麥感應到鸚鵡的加魯加魯後，她和彩葉便前去處理，而留下咩咩一人解釋發生了甚麼。當美好天使和友愛天使淨化了牠，並送她回微笑花園後，回到家時被已經和咩咩打好關係的剛和陽子歡迎。夜晚時分，在家的真結對雪表達了希望能成為彩葉那樣幫助動物們的存在，而作為回應，鏡石發光了。 |                        |            |                   |            |                                                                                 |                            |                                                                      |
| 17 |                        | 井上美緒   | 上田華子          | 上田華子   | 為我井克美                                                                      | 戶杉奈津子                 | 日本 ：2024年5月26日 · 臺灣 ：2024年8月11日 · 香港 ：2024年8月31日   |
| 由於動物小鎮正値春天，麥、彩葉、真結和悟一起去看剛出生的鳥、鹿、兔子、貓，和鴨子。在他們停下來野餐時，一隻老虎的加鲁加鲁出現並想攻擊剛救下小鴨的真結。雪衝了下來保護了真結，並透過「閃耀貓咪粉盒」變成了人類和「光之美少女」，揭曉了「喵喵天使」正是她。為了保護真結，她攻擊了加鲁加鲁，並在美好天使和友愛天使淨化牠前就離開了。在美好天使和友愛天使送牠回微笑花園後，麥邀請雪一起作為「美妙寵物 光之美少女」拯救微笑花園的的動物，但卻被因為她覺得麥、彩葉、悟他們很危險而拒絕並要求真結和他們斷絕往來。 |                        |            |                   |            |                                                                                 |                            |                                                                      |
| 18 |                        | 成田良美   | 今千秋            | 飛田剛     | 松浦仁美                                                                        | 土井裕子                   | 日本 ：2024年6月2日 · 臺灣 ：2024年8月18日 · 香港 ：2024年9月7日     |
| 微笑花園裏，光之美少女們告訴咩咩和閃耀動物關於雪就是喵喵天使的真實身份以及她不想加入拯救動物行列的想法。而與此同時，在家裏的雪在向真結解䆁牠是如何得到光之美少女的力量，並用「閃耀貓咪粉盒」由貓變成人再變成喵喵天使的。隨後便勸真結不要再和麥、彩葉她們扯上關係。在從學校回家時，麥感應到倉鼠的加魯加魯，但美好天使和友愛天使因為無法進去加魯加魯挖的洞裏而無法淨化牠。加魯加魯靠近「PrettyHolic」的時候，雪為了保護真結而變身成喵喵天使，但因美好天使和友愛天使嘗試阻止喵喵天使去傷害加魯加魯而讓牠逃走了。隨後，雪繼續勸真結不要再和麥和彩葉她們扯上關係，但真結卻對雪表示別總是替她決定後便逃走了。在雪試圖追上真結的同時，在一旁的麥和彩葉卻很擔心她們之間的友誼。 |                        |            |                   |            |                                                                                 |                            |                                                                      |
| 19 |                        | 成田良美   | 土田豐            | 土田豐     | 稲上晃                                                                          | 中林由貴                   | 日本 ：2024年6月9日 · 臺灣 ：2024年8月25日 · 香港 ：2024年9月14日    |
| 在麥、彩葉和悟在找到倉鼠加魯加魯時，一把神秘聲音叫加魯加魯回想起喵喵天使對牠所做的事，並賦予牠縮小他人的能力。而在PrettyHolic中，菫讓真結回想起自己從很小的時候就很喜歡用自己的作品讓其他人開心。在倉鼠加魯加魯把美好天使、友愛天使和喵喵天使縮小後，光之美少女們因為被加魯加魯縮小而無法進行淨化。而在真結和喵喵天使再次見面後，加魯加魯也發現了她們。儘管喵喵天使一而再，再而三地讓真結放棄她轉身逃走，但真結因為想要幫助和保護她的朋友們而拒絕了。而她的決心也讓鏡石發光，把她的粉盒變成「閃耀貓咪粉盒」，讓變身成莉莉安天使。隨後，她便使用了擁抱來淨化牠，讓牠變回閃耀倉鼠後，光之美少女們也回復正常。在美好天使和友愛天使送牠回微笑花園過後，雪和真結也和好了。 |                        |            |                   |            |                                                                                 |                            |                                                                      |
| 20 |                        | 香村純子   | 小川孝治          | 小川孝治   | 上田由希子 片山敬介                                                             | 徐柱星                     | 日本 ：2024年6月16日 · 臺灣 ：2024年9月1日 · 香港 ：2024年9月21日    |
| 在真結變身為莉莉安天使後，悟和光之美少女們前往微笑庭園去向咩咩介紹雪和真結。隨後對於咩咩一起幫忙拯救微笑及閃耀動物的請求，儘管真結答應盡全力幫忙，但雪表示她只會保護真結後自行離開。在閃耀鹿及其他閃耀動物找到雪後，儘管一開始雪很害怕牠們會因曾經變加魯加魯時受到了自己的攻擊而對自己產生怨恨，但其實並不然，反而對於她是能夠拯救動物們的喵喵天使而感到高興。隨著對話的繼續，她意識到動物們變成加魯加魯時的心情跟她第一次跟真結相遇時的那種孤單、害怕、無助的情緒是一樣的。當狐狸的加魯加魯出現後，雖然喵喵天使打算繼續攻擊，但是在看到牠如此痛苦的樣子，最終終於決定跟莉莉安天使一起拯救牠。她們之間的決心和牽絆讓她們的「閃耀貓咪粉盒」變為能使用「和睦之光」去淨化加魯加魯的「和諧絲帶鈴鼓」。在拯救完被變成加魯加魯的閃耀狐狸後，雪終於答應幫忙，不過前提是能和真結一起上課。 |                        |            |                   |            |                                                                                 |                            |                                                                      |
| 21 | 真結和小雪的校園生活   | 井上美緒   | 手塚江美          | 手塚江美   | 赤田信人 美馬健二 上田由希子                                                    | 戶杉奈津子                 | 日本 ：2024年6月23日 · 臺灣 ：2024年9月8日 · 香港 ：2024年9月28日    |
| 在雪以真結親戚的身份轉入私立灣岸第二中學後，因為她所擁有的才能讓她備受矚目。隨後，當大家一起討論並打算拿彼此的刺繡作為禮物互相交換時，雪卻對於這件事情感到反對，隨後便把彩葉叫去一旁，向她解釋道為何她會如此反感的原因：在真結還沒轉來前，她有過一位好朋友，但由於真結太想要在她生日的時候把自己繡的手帕送出去，而不小心忽略了週旁的一切，也因為這樣的關係那個女生以為真結不喜歡她了而逐漸和她疏離了。正是因為曾經發生過這樣的事情，導致雪出現只要真結不要交朋友就不會受到傷害的這種想法。當熊貓的加魯加魯出現時，因為牠的能力而導致整所學校的師生陷入沉睡當中。而當悟睡著時說的一些話啟發了喵喵天使，並隨後使用「和諧絲帶鈴鼓」中閃耀狐狸的力量把美好天使變成輪胎和加魯加魯一起玩耍。在那之後，喵喵天使和莉莉安天使成功把加魯加魯淨化，讓牠變回閃耀熊貓送回微笑花園。淨化完畢後，他們互相交換了彼此的刺繡，而這也讓雪稍稍地敞開心扉。 |                        |            |                   |            |                                                                                 |                            |                                                                      |
| 22 |                        | 赤尾凸     | 頂真司            | 岩井隆央   | 山本徑子 HAN SEUNG HUI 蕭宇庭 杜林桂 小西亞美 那須野文                          | 東美紀                     | 日本 ：2024年6月30日 · 臺灣 ：2024年9月15日 · 香港 ：2024年10月5日   |
| 23 |                        | 成田良美   | 野呂彩芳          | 野呂彩芳   | 竹森由加 酒井夏海 廣中美佳                                                      | 中林由貴                   | 日本 ：2024年7月7日 · 臺灣 ：2024年9月22日 · 香港 ：2024年10月12日   |
| 24 |                        | 井上美緒   | 佐佐木憲世        | 廣島秀樹   | 沼田廣                                                                          | 徐柱星 上原里香 山口大悟郎 | 日本 ：2024年7月14日 · 臺灣 ：2024年9月29日 · 香港 ：2024年10月19日  |
| 25 |                        | 赤尾凸     | 頂真司            | 熨斗谷充孝 | 山本徑子 HAN SEUNG HUI 武内啓 安齊佳恵 野上慎也 杜林桂 蕭宇庭                   | 林龍太                     | 日本 ：2024年7月21日 · 臺灣 ：2024年10月6日 · 香港 ：2024年10月26日  |
| 26 |                        | 千葉美鈴   | 野本雄也          | 野本雄也   | 青山充                                                                          | 鈴木祥太                   | 日本 ：2024年7月28日 · 臺灣 ：2024年10月13日 · 香港 ：2024年11月3日  |
| 27 |                        | 平林佐和子 | 頂真司            | 岩井隆央   | 小澤誠                                                                          | 戶杉奈津子                 | 日本 ：2024年8月4日 · 臺灣 ：2024年10月20日 · 香港 ：2024年11月9日   |
| 28 |                        | 千葉美鈴   | 篠原花奈          | 篠原花奈   | 玖遠                                                                            | 中林由貴                   | 日本 ：2024年8月11日 · 臺灣 ：2024年10月27日 · 香港 ：2024年11月16日 |
| 29 |                        | 成田良美   | 畑野森生          | 畑野森生   | 松浦仁美                                                                        | 徐柱星                     | 日本 ：2024年8月18日 · 臺灣 ：2024年11月3日 · 香港 ：2024年11月23日  |
| 30 | Wonderful的城堡        | 成田良美   | 土田豐            | 土田豐     | 板岡錦                                                                          | 東美紀                     | 日本 ：2024年8月25日 · 臺灣 ：2024年11月10日 · 香港 ：2024年11月30日 |
| 31 |                        | 香村純子   | 頂真司            | 熨斗谷充孝 | 山本徑子 HAN SEUNG HUI 清水惠蔵 徳川惠梨 武内啓 蕭宇庭 杜林桂                   | 戶杉奈津子                 | 日本 ：2024年9月1日 · 臺灣 ：2024年11月17日 · 香港 ：2024年12月7日   |
| 32 |                        | 井上美緒   | 小川孝治          | 小川孝治   | 為我井克美 上田由希子                                                           | 中林由貴                   | 日本 ：2024年9月8日 · 臺灣 ：2024年11月24日 · 香港 ：2024年12月14日  |
| 33 |                        | 赤尾凸     | 鬼頭和矢          | 鬼頭和矢   | 北島勇樹 古賀光                                                                 | 徐柱星                     | 日本 ：2024年9月15日 · 臺灣 ：2024年12月1日 · 香港 ：2024年12月21日  |
| 34 |                        | 千葉美鈴   | 河原龍太          | 廣島秀樹   | 竹森由加 赤田信人                                                               | 鈴木祥太                   | 日本 ：2024年9月22日 · 臺灣 ：2024年12月8日 · 香港 ：2024年12月28日  |
| 35 |                        | 平林佐和子 | 廣末悠奈          | 廣末悠奈   | 廣中美佳                                                                        | 戶杉奈津子                 | 日本 ：2024年9月29日 · 臺灣 ：2024年12月15日 · 香港 ：2025年1月5日   |
| 36 | 特別的Wonderful        | 成田良美   | 上田華子          | 飛田剛     | 稲上晃 中谷友紀子                                                               | 中林由貴                   | 日本 ：2024年10月6日 · 臺灣 ：2024年12月29日 · 香港 ：2025年1月11日  |
| 37 | 大家一起的初次約會！？ | 井上美緒   | 手塚江美          | 手塚江美   | 青山充                                                                          | 徐柱星                     | 日本 ：2024年10月13日 · 臺灣 ：2025年1月5日 · 香港 ：2025年1月18日   |
| 38 | 的歸宿                 | 千葉美鈴   | 頂真司            | 渡邊智喜   | 玖遠                                                                            | 鈴木祥太                   | 日本 ：2024年10月20日 · 臺灣 ：2025年1月12日 · 香港 ：2025年1月25日  |
| 39 |                        | 成田良美   | 岩井隆央          | 頂真司     | 小澤誠                                                                          | 戶杉奈津子                 | 日本 ：2024年10月27日 · 臺灣 ：2025年1月19日 · 香港 ：2025年2月1日   |
| 40 | 汪喵大事件             | 平林佐和子 | 頂真司            | 熨斗谷充孝 | 山本徑子 武内啓 安齊佳恵 野上慎也 杜林桂 蕭宇庭 石井麻衣 西山華怜 HAN SEUNG HUI | 田中里綠 土井裕子          | 日本 ：2024年11月10日 · 臺灣 ：2025年2月2日 · 香港 ：2025年2月8日    |
| 41 |                        | 井上美緒   | 横内一樹          | 横内一樹   | 増田誠治                                                                        | 中林由貴                   | 日本 ：2024年11月17日 · 臺灣 ：2025年2月9日 · 香港 ：2025年2月15日   |
| 42 |                        | 赤尾凸     | 篠原花奈          | 篠原花奈   | 松浦仁美                                                                        | 徐柱星                     | 日本 ：2024年11月24日 · 臺灣 ：2025年2月16日 · 香港 ：2025年2月22日  |
| 43 |                        | 千葉美鈴   | 土田豐            | 土田豐     | 為我井克美 沼田廣                                                               | 鈴木祥太                   | 日本 ：2024年12月1日 · 臺灣 ：2025年2月23日 · 香港 ：2025年3月1日    |
| 44 |                        | 井上美緒   | 野本雄也          | 野本雄也   | 竹森由加 赤田信人 酒井夏海 廣中美佳                                             | 戶杉奈津子                 | 日本 ：2024年12月8日 · 臺灣 ：2025年3月2日 · 香港 ：2025年3月8日     |
| 45 |                        | 成田良美   | 小川孝治          | 小川孝治   | 稲上晃 美馬健二                                                                 | 中林由貴                   | 日本 ：2024年12月15日 · 臺灣 ：2025年3月9日 · 香港 ：2025年3月15日   |
| 46 | 聖誕快樂               | 平林佐和子 | 河原龍太          | 岩井隆央   | 青山充                                                                          | 徐柱星                     | 日本 ：2024年12月22日 · 臺灣 ：2025年3月16日 · 香港 ：2025年3月22日  |
| 47 |                        | 赤尾凸     | 頂真司            | 廣嶋秀樹   | 山本徑子 武内啓 石井麻衣                                                        | 鈴木祥太                   | 日本 ：2025年1月5日 · 臺灣 ：2025年3月23日 · 香港 ：2025年3月29日    |
| 48 | 嘎嗷的朋友             | 成田良美   | 倉無凡            | 廣末悠奈   | 板岡錦                                                                          | 戶杉奈津子                 | 日本 ：2025年1月12日 · 臺灣 ：2025年3月30日 · 香港 ：2025年4月5日    |
| 49 | 你的聲音               | 成田良美   | 畑野森生          | 畑野森生   | 玖遠                                                                            | 徐柱星                     | 日本 ：2025年1月19日 · 臺灣 ：2025年4月6日 · 香港 ：2025年4月12日    |
| 50 |                        | 成田良美   | 佐藤雅教 上田華子 | 佐藤雅教   | 内田陽子                                                                        | 鈴木祥太 林龜太            | 日本 ：2025年1月26日 · 臺灣 ：2025年4月13日 · 香港 ：2025年4月19日   |

## 播放媒體
| 播映地區 | 播映電視台                          | 播映日期                   | 播映時間（UTC+9）  | 備註     |
| -------- | ----------------------------------- | -------------------------- | ------------------ | -------- |
| 日本全國 | 朝日放送電視台 朝日電視台系列全24台 | 2024年2月4日—2025年1月26日 | 星期日 08:30—09:00 | [ 註 8 ] |
| 鳥取縣   | 山陰放送                            | 2024年2月11日—2025年2月2日 | 星期日 06:15—06:45 | 不適用   |
| 島根縣   | 山陰放送                            | 2024年2月11日—2025年2月2日 | 星期日 06:15—06:45 | 不適用   |

| 播映期間                  | 播映時間          | 播映網站 | 備註      |
| ------------------------- | ----------------- | --- | --------- |
| 2024年2月4日—2025年2月2日 | 星期日 09:00 更新 | TVer | [ 註 9 ]  |
| 2024年2月4日—2月17日      | —                 | YouTube（光之美少女YouTube官方頻道） | [ 註 10 ] |
| 2024年2月11日—2月24日     |                   | YouTube（光之美少女YouTube官方頻道） | [ 註 11 ] |
| 2024年5月26日—6月8日      |                   | YouTube（光之美少女YouTube官方頻道） | [ 註 12 ] |
| 2024年6月9日—6月22日      |                   | YouTube（光之美少女YouTube官方頻道） | [ 註 13 ] |
| 2024年2月7日—             | 星期三 00:00 更新 | 動畫放題  Amazon Prime Video auスマートパスプレミアム  萬代頻道 DOCOMO動畫商城 DMM TV  FOD Hulu J:COMオンデマンド  日本デジタル配信  TELASA U-NEXT | [ 註 14 ] |
|                           |                   | テレ朝動画、其他 | [ 註 15 ] |
| 2024年8月10日—            | —                 | ABEMA | [ 註 14 ] |
| 2024年8月11日—            | 星期日 08:00 更新 | ABEMA | [ 註 16 ] |
| 2024年9月7日—9日          | [ 註 17 ]         | ABEMA | [ 註 18 ] |

| 播映地區 | 播映電視台 | 播映日期                    | 播映時間                    | 備註             |
| -------- | ---------- | --------------------------- | --------------------------- | ---------------- |
| 台灣     | 東森幼幼台 | 2024年4月21日—2025年4月13日 | 星期日 09:00—09:30（UTC+8） | [ 2 ] [ 12 ]     |
| 台灣     | 東森幼幼台 | 2024年4月27日—2025年4月19日 | 星期六 08:00—08:30（UTC+8） | [ 12 ] [ 註 19 ] |
| 香港     | ViuTV      | 2024年5月11日—2025年4月19日 | 星期六 17:00—17:30（UTC+8） | [ 13 ] [ 14 ]    |
| 香港     | ViuTV      | 2024年5月11日—2025年4月19日 | 星期六 10:25—10:55（UTC+8） | [ 註 20 ]        |
| 香港     | ViuTV      | 2024年5月11日—2025年4月19日 | 星期日 14:30—15:00（UTC+8） | [ 註 21 ]        |
| 香港     | ViuTV      | 2024年5月11日—2025年4月19日 | 星期日 15:30—16:00（UTC+8） | [ 註 22 ]        |

| 播映地區 | 播映平台    | 播映日期                    | 播映時間                              | 備註             |
| -------- | ----------- | --------------------------- | ------------------------------------- | ---------------- |
| 美洲     | Crunchyroll | 2024年2月3日—2025年1月25日  | 星期六 17:30—18:00（PST）             | [ 83 ]           |
| 香港     | ViuTV       | 2024年5月11日—2025年4月19日 | 星期六 播放完畢後（UTC+8）            | [ 84 ] [ 註 23 ] |
| 台灣     | YouTube     | 2024年8月15日—2025年7月24日 | 星期四 19:00（YOYOTVYoutube官方頻道） | [ 85 ]           |

## BD&DVD
| 卷數 | 卷數           | 發售日期      | 收錄集數      | 日本商品條碼                                                                               | 封面人物                                                                    | 備註   |    |
| BD   | BD             | BD            | BD            | BD                                                                                         | BD                                                                          | BD     | BD |
| ---- | -------------- | ------------- | ------------- | ------------------------------------------------------------------------------------------ | --------------------------------------------------------------------------- | ------ | -- |
|      | 1              | 2024年9月25日 | 1—12          | 4907953252684                                                                              | 美好天使、友愛天使                                                          | [ 88 ] |    |
| 2    | 2025年1月29日  | 13—24         | 4907953252691 | 喵喵天使、莉莉安天使                                                                       |                                                                             | [ 88 ] |    |
| 3    | 2025年3月26日  | 25—36         | 4907953252707 | 犬飼麥、犬飼彩葉 貓屋敷雪、貓屋敷真結                                                      |                                                                             | [ 88 ] |    |
| 4    | 2025年5月28日  | 37—50         | 4907953252714 | 美好天使、友愛天使 喵喵天使、莉莉安天使                                                    |                                                                             | [ 88 ] |    |
| DVD  |                |               |               |                                                                                            |                                                                             |        |    |
|      | 1              | 2024年6月26日 | 1—3           | 4907953253018                                                                              | 美好天使、友愛天使 喵喵天使、莉莉安天使 犬飼麥（狗形態） 貓屋敷雪（貓形態） | [ 89 ] |    |
| 2    | 2024年7月24日  | 4—6           | 4907953252691 | 美好天使                                                                                   |                                                                             | [ 89 ] |    |
| 3    | 2024年8月28日  | 7—9           | 4907953253032 | 友愛天使                                                                                   |                                                                             | [ 89 ] |    |
| 4    | 2024年9月25日  | 10—12         | 4907953253049 | 喵喵天使                                                                                   |                                                                             | [ 89 ] |    |
| 5    | 2024年10月23日 | 13—15         | 4907953253056 | 莉莉安天使                                                                                 |                                                                             | [ 89 ] |    |
| 6    | 2024年11月27日 | 16—18         | 4907953253063 | 犬飼彩葉 犬飼麥（狗型態） 兔山大福、兔山悟                                                 |                                                                             | [ 89 ] |    |
| 7    | 2024年12月25日 | 19—21         | 4907953253070 | 貓屋敷雪（貓型態） 貓屋敷真結                                                              |                                                                             | [ 89 ] |    |
| 8    | 2025年1月29日  | 22—24         | 4907953253087 | 美好天使、友愛天使                                                                         |                                                                             | [ 89 ] |    |
| 9    | 2025年2月26日  | 25—27         | 4907953253094 | 喵喵天使、莉莉安天使                                                                       |                                                                             | [ 89 ] |    |
| 10   | 2025年2月26日  | 28—30         | 4907953253100 | 美好天使、友愛天使 喵喵天使、莉莉安天使                                                    |                                                                             | [ 89 ] |    |
| 11   | 2025年3月26日  | 31—33         | 4907953253094 | 貓屋敷雪、犬飼麥 犬飼彩葉、尼可 貓屋敷真結                                                 |                                                                             | [ 89 ] |    |
| 12   | 2025年3月26日  | 34—36         | 4907953253094 | 美好天使 （鑽石絲帶造型）                                                                  |                                                                             | [ 89 ] |    |
| 13   | 2025年4月23日  | 37—39         | 4907953253131 | 友愛天使 （鑽石絲帶造型）                                                                  |                                                                             | [ 89 ] |    |
| 14   | 2025年4月23日  | 40—42         | 4907953253148 | 喵喵天使 （鑽石絲帶造型）                                                                  |                                                                             | [ 89 ] |    |
| 15   | 2025年5月28日  | 43—46         | 4907953253155 | 莉莉安天使 （鑽石絲帶造型）                                                                |                                                                             | [ 89 ] |    |
| 16   | 2025年5月28日  | 47—50         | 4907953253162 | 美好天使、友愛天使 （鑽石絲帶造型） 尼可（人類型態） 喵喵天使、莉莉安天使 （鑽石絲帶造型） |                                                                             | [ 89 ] |    |

## 跨媒體作品

### 電影版
《美妙寵物 光之美少女電影： 心跳加速♡遊戲世界大冒險！》
該作的獨立電影於2024年9月13日上映。《魔法使光之美少女！》及《開闊天空！光之美少女》的光之美少女於本電影再次登場。
《電影光之美少女偶像與你♪久等了！為你送上閃耀的現場演唱會！》
將於2025年9月12日上映，本作的光之美少女會作為客串角色登場。

### 漫畫版
與之前同系列的作品一樣，上北雙子在2024年3月號至2025年2月號於講談社的《Nakayoshi》連載。
- 上北雙子（漫畫）、東堂泉（原作）《美妙寵物 光之美少女 Precure Collection》
  - 收錄《Nakayoshi》2024年3月號—2025年2月號所連載的作品外，還收錄了新繪製的作品。
  - 普通版：講談社：2025年3月13日發售[93]，ISBN 978-4-06-538805-1
  - 特裝版：講談社：2025年3月13日發售[94]，ISBN 978-4-06-538804-4

## 外部連結
- 電視動畫《美妙寵物 光之美少女》官方網站（ABC）（日語）
- 電視動畫《美妙寵物 光之美少女》官方網站（東映動畫）（日語）
- 電視動畫《美妙寵物 光之美少女》東森幼幼台官方網站 （繁體中文）
- 電視動畫《美妙寵物 光之美少女》官方的X（前Twitter） （日語）
- YouTube上的電視動畫《光之美少女偶像與你》官方頻道 （日語）
- 光之美少女系列（萬代） （页面存档备份，存于） （日語）
- 美妙宠物 光之美少女（動畫）在動畫新聞網百科全書中的資料（英文）